# Тартаул
Тартаул (рум. Tartaul) — село в Кантемирском районе Молдавии. Относится к сёлам, не образующим коммуну.

## География
Село расположено примерно в 10 км к юго-востоку от города Кантемир. Ближайшие населённые пункты — сёла Чобалакчия, Кырпешты и Баймаклия.
Село расположено на высоте 83 метров над уровнем моря.

## Население
По данным переписи населения 2004 года, в селе Тартаул проживает 1975 человек (1023 мужчины, 952 женщины).
Этнический состав села:
| Национальность | Число жителей | Процентный состав |
| -------------- | ------------- | ----------------- |
| молдаване      | 1929          | 97.67             |
| румыны         | 25            | 1.27              |
| болгары        | 12            | 0.61              |
| гагаузы        | 4             | 0.2               |
| украинцы       | 2             | 0.1               |
| русские        | 2             | 0.1               |
| прочие         | 1             | 0.05              |
| Всего          | 1975          | 100%              |